# Gregory Kunde
Gregory Kunde (24 de febrero de 1954) es un baritenor[cita requerida] estadounidense. Especialista en bel canto italiano y francés para derivar posteriormente en roles dramáticos.

## Biografía
Gregory Kunde nació en Kankakee, estado de Illinois (Estados Unidos). Estudió música en la Universidad Estatal de Illinois y debutó en 1978 en la Ópera de Chicago con diversos papeles comprimarios en numerosas óperas como Otelo de Giuseppe Verdi o La rondine de Giacomo Puccini. En esos años, Kunde actúa en diversos teatros norteamericanos y se muestra como un sólido intérprete belcantista, destacando en el papel de Arturo en la ópera Los puritanos de Vincenzo Bellini.
Debuta en Europa en 1984 en la Ópera de Niza y se convierte en uno de los cantantes favoritos del público europeo. Fue invitado al Festival de Pésaro en 1992 donde triunfó en la ópera Semiramide y repite un año después con Armida. Otros papeles importantes que Kunde interpretó en esta época son Raul de Los hugonotes de Giacomo Meyerbeer o el rol homónimo de Roberto Devereux de Gaetano Donizetti.
En 1994, tras actuar en el Teatro de la Zarzuela con unas funciones de La italiana en Argel de Gioachino Rossini, le es detectado un cáncer testicular que le llevó a frenar su carrera. Vuelve a los escenarios en 1996, en el mismo teatro español, para interpretar Don Pasquale de Gaetano Donizetti y continúa triunfando en ópera belcantista, culminando en 2007 el Otelo rossiniano en Pésaro junto a Juan Diego Florez.
Sin embargo, su voz comenzó a perder las agilidades para ser tenor ligero y empieza a evolucionar hacia papeles dramáticos verdianos. Debuta en 2012 como Otelo en La Fenice de Venecia, siendo el único tenor en la historia en cantar en una misma temporada (2012-2013) tanto el Otelo verdiano como el rossiniano.
Otros roles verdianos son: Rodolfo (Luisa Miller), Riccardo (Un baile de máscaras), Arrigo (Vísperas sicilianas), Radames (Aida), Manrico (El trovador) o Don Álvaro (La fuerza del destino).
Kunde ha interpretado, entre otros roles, a Eneas en Los troyanos y el papel homónimo de Benvenuto Cellini ambas de Hector Berlioz, Pollione en Norma de Bellini, el rol titular de Peter Grimes de Benjamin Britten, Turiddu de Cavalleria rusticana de Pietro Mascagni, Canio de Payasos de Ruggero Leoncavallo o Sansón en Sansón y Dalila de Camille Saint-Säens.
Gregoy Kunde ha actuado en cosos líricos tan importantes como la Scala de Milán, el Metropolitan de Nueva York, la Ópera de Viena, la Ópera de París, el Teatro Real de Madrid, el Liceo de Barcelona, el Covent Garden de Londres, el Concertgebouw de Ámsterdam, la Ópera de Sídney o el Palacio de las Artes Reina Sofía de Valencia.

## Reconocimientos
En 2015, se hizo con el Premio al Cantante Masculino de Ópera de los Premios Líricos Teatro Campoamor por sus trabajos como Pollione de Norma del Teatro del Liceo, Otello en el Festival de Peralada, Turiddu de Cavallería rusticana y Canio de Pagliacci en el Palacio Euskalduna.
En 2016, obtuvo el premio al Mejor Cantante Masculino del Año en los International Opera Awards.